# Station Moulins-sur-Allier
Station Moulins-sur-Allier is een spoorwegstation in de Franse gemeente Moulins.